# Indopazifische Weißband-Putzergarnele
Die Indopazifische Weißband-Putzergarnele (Lysmata amboinensis) eine auffallend gefärbte Garnelenart aus der Gattung (Lysmata) innerhalb der Familie der Putzer- und Marmorgarnelen (Hippolytidae), die in den Korallenriffen des Indopazifik und des Roten Meeres vorkommt. Sie hält sich in Höhlen und Felsspalten ab etwa zehn Metern Tiefe auf.

## Merkmale
Sie wird fünf bis sechs Zentimeter lang. Bauch, Flanken und Beine sind gelb, der Rücken rot, mit einem weißen Längsband in der Mitte. Der Schwanzfächer ist rot mit einigen weißen Markierungen, die sie von ihrer Schwesterart, der Atlantischen Weißband-Putzergarnele (Lysmata grabhami) unterscheidet. Die Fühler und die unteren Glieder des ersten Beinpaars sind weiß. Die ersten beiden Beinpaare tragen kleine Scheren. Das Rostrum ist rot, in der Mitte weiß und oben gesägt.

### Strahlendes Weiß beim Panzer
Die Indopazifische Weißband-Putzergarnele erzeugt ein strahlendes Weiß auf ihrem Panzer, trotz einer hauchdünnen Farbschicht. Verantwortlich hierfür sind 300 Nanometer große Kugeln aus Isoxanthopterin mit einer geordneten Speichenstruktur. Die Speichenstruktur ermöglicht, dass das Isoxanthopterin-Molekül parallel zur Oberfläche der Kugel angeordnet ist und somit doppelbrechend wirkt. Dies unterdrückt die Wechselwirkung zwischen benachbarten Kugeln, die sonst einen großen Teil des Lichts absorbieren würden. Die strukturierten, doppelbrechenden Kugeln reflektieren etwa doppelt so viel Licht wie unstrukturierte Kugeln aus dem gleichen Material. Ohne diese Struktur würden Interferenzeffekte eine Strukturfarbe erzeugen und der Rückenstreifen der Garnele wäre vermutlich grünblau statt weiß.

## Lebensweise
Indopazifische Weißband-Putzergarnelen leben paarweise oder in großen Gruppen, von bis zu 100 Tieren. Sie reinigen Fische von Parasiten, abgestorbenen Hautfetzen, und fressen ansonsten Detritus. Den Fischen wird der Putzdienst durch charakteristische Fühlerbewegungen angeboten. Weißband-Putzergarnelen sind Hermaphroditen. Jedes Exemplar verfügt über männliche und weibliche Geschlechtszellen. Nach einer Häutung können die Garnelen (in der weiblichen Rolle) befruchtet werden. Die Eier sind grünlich und werden zunächst unter dem  Abdomen getragen. Nach dem Schlupf werden die Larven durch Schlagen der Kiemenfüße in das freie Wasser befördert.

## Aquaristik
Indopazifische Weißband-Putzergarnelen sind die am häufigsten zum Zweck der Haltung im Meerwasseraquarium importierten Garnelen. Sie sind gut haltbar, friedlich und schädigen keine anderen wirbellosen Tiere. Seit einem Versuch aus dem Jahre 2011 wird von einer Gruppenhaltung abgeraten und die Haltung paarweise empfohlen. Empirisch wurde bewiesen und das Verhalten mehrfach bestätigt, dass die sonst friedlichen Lysmata amboinensis, Rivalen nachts bei der Häutung beseitigen, wenn sie am wehrlosesten und am verwundbarsten sind. Am Ende der Beobachtung war immer ein Pärchen übrig.
Bei der Eingewöhnung müssen sie sehr sorgfältig an das Aquarienwasser gewöhnt werden, da sie sonst einen osmotischen Schock erleiden und daran sterben können. Im Aquarium werden sie etwa zwei Jahre alt. Sie sind auch schon in Gefangenschaft gezüchtet worden.

## Trivia
Im Animationsfilm "Findet Nemo" aus dem Jahr 2001 von Pixar ist die Figur Jaques eine Weißband-Putzergarnele.